# Мария Фридерика Гессен-Кассельская
Мария Фридерика Гессен-Кассельская (нем. Marie Friederike von Hessen-Kassel; 14 сентября 1768, Ханау — 17 апреля 1839, Ханау) — дочь Вильгельма, ландграфа, а впоследствии курфюрста Гессен-Кассельского, и его супруги Вильгельмины Каролины Датской.

## Брак
29 ноября 1794 года Мария Фридерика вышла замуж за князя (с 1807 года герцога) Алексиуса Фридриха Кристиана Ангальт-Бернбургского. Вскоре после свадьбы у Марии стали проявляться признаки душевного заболевания, и 6 августа 1817 года брак по настоянию герцога был расторгнут. Мария Фридерика была похоронена в крипте церкви Святой Марии в Ханау.

## Потомки
- Катарина Вильгельмина (1796—1796)
- Луиза (1799—1882), замужем за принцем Прусским Фридрихом Вильгельмом Людвигом (1794—1863)
- Фридрих Амадей (1801—1801)
- Александр Карл (1805—1863), герцог Ангальт-Бернбургский, женат на принцессе Фридерике Шлезвиг-Гольштейн-Зондербург-Глюксбургской (1811—1902)